# Temporada 2010 del Campeonato de España de Rally de Tierra
La temporada 2010 fue la 28.º edición del Campeonato de España de Rally de Tierra. Comenzó el 16 de abril en el Rally de Huelva la Luz y terminó el 14 de noviembre en el Rally de Tierra de La Rioja.

## Calendario
El calendario estaba compuesto de siete pruebas.
| N.º | Fecha            | Prueba                        |
| --- | ---------------- | ----------------------------- |
| 1   | 16-17 de abril   | Rally de Huelva la Luz        |
| 2   | 22 de mayo       | Rally de Pozoblanco           |
| 3   | 23 de mayo       | Rally de Pozoblanco           |
| 4   | 11-12 de junio   | Rally de Tierra de Guijuelo   |
| 5   | 15-16 de octubre | 4º Rally de Tierra de Cabanas |
| 6   | 13 de noviembre  | Rally de Tierra de La Rioja   |
| 7   | 14 de noviembre  | Rally de Tierra de La Rioja   |

## Clasificación

### Campeonato de pilotos

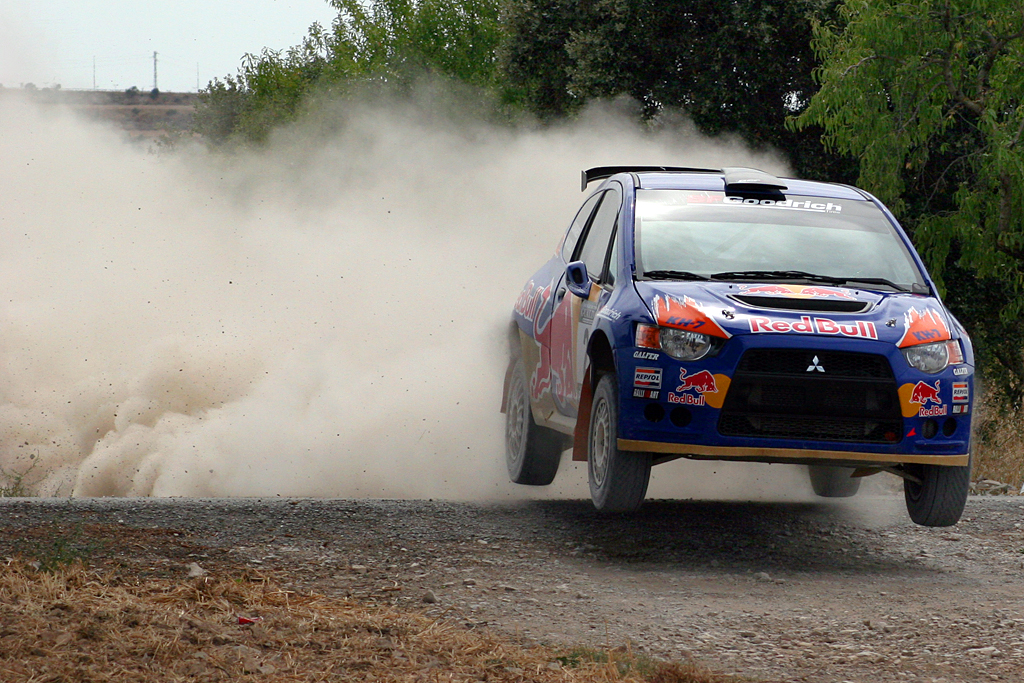
Nani Roma participó en el campeonato logrando una victoria y dos podios.

| Pos. | Piloto               | 1   | 2   | 3   | 4   | 5   | 6 | 7   | Puntos |
| ---- | -------------------- | --- | --- | --- | --- | --- | - | --- | ------ |
| 1.   | Benito Guerra        | 1   | 4   | 3   | 2   | 1   | 1 | 2   | 217    |
| 2.   | Óscar Fuertes        | 3   | 2   | Ret | 4   | 3   | 3 | Ret | 136    |
| 3.   | José Antonio Suárez  | 6   | Ret | 6   | 10  | Ret | 2 | 1   | 122    |
| 4.   | Mario Ceballos       | 7   | 7   | Ret | 12  | 4   | 5 | 7   | 116    |
| 5.   | Xavi Pons            |     | 1   | 1   | 3   |     |   |     | 97     |
| 6.   | Xavi Tanya           | Ret | 6   | 10  | 9   | Ret | 4 | 6   | 97     |
| 7.   | Nani Roma            | 2   | Ret | 2   | 1   | Ret |   |     | 95     |
| 8.   | Juan Carlos Aguado   | Ret | 9   | 9   | 7   |     | 9 | 5   | 89     |
| 9.   | Amador Vidal         | 4   | Ret | 5   | Ret | 2   |   |     | 78     |
| 10.  | Alexander Villanueva | 5   | Ret | 4   | 5   | Ret |   |     | 71     |

### Copa de copilotos
| Pos. | Copiloto              | Puntos |
| ---- | --------------------- | ------ |
| 1.   | Dani Cue              | 217    |
| 2.   | Heliodoro Casarrubios | 136    |
| 3.   | Cándido Carrera       | 122    |
| 4.   | Adrián Vallejo        | 116    |
| 5.   | Álex Haro             | 97     |
| 6.   | Nicolás del Corral    | 97     |
| 7.   | Jordi Barrabés        | 95     |
| 8.   | Víctor M. Ferrero     | 89     |
| 9.   | Bernat Josep          | 87     |
| 10.  | Francisco Lema Vidal  | 78     |

### Campeonato de marcas
| Pos. | Marca      | Puntos |
| ---- | ---------- | ------ |
| 1.   | Mitsubishi | 399    |
| 2.   | SEAT       | 290    |
| 3.   | Peugeot    | 173    |
| 4.   | BMW        | 17     |

### Copa de España de grupo N
| Pos. | Piloto                    | Puntos |
| ---- | ------------------------- | ------ |
| 1.   | Mario Ceballos            | 182    |
| 2.   | José Antonio Suárez       | 175    |
| 3.   | Michel Jourdain Lascurain | 120    |
| 4.   | Pedro Font                | 100    |
| 5.   | Sergio T. Lacuesta        | 70     |

### Trofeo de producción
| Pos. | Piloto          | Puntos |
| ---- | --------------- | ------ |
| 1.   | Gustavo Sosa    | 35     |
| 2.   | Sergio Manzano  | 35     |
| 3.   | Rubén Fernández | 30     |

### Copa de vehículos 2 ruedas motrices
| Pos. | Piloto                  | Puntos |
| ---- | ----------------------- | ------ |
| 1.   | Jordi Nualart           | 158    |
| 2.   | José E. López Álvarez   | 146    |
| 3.   | Manuel Gómez-Manzanilla | 127    |
| 4.   | Rubén Sastre            | 118    |
| 5.   | Juan J. Domínguez       | 100    |

### Mitsubishi Evo Cup Tierra
| Pos. | Piloto                | Puntos |
| ---- | --------------------- | ------ |
| 1.   | Benito Guerra         | 54     |
| 2.   | Óscar Fuertes         | 34     |
| 3.   | Joan Roma             | 28     |
| 4.   | José Antonio Suárez   | 27     |
| 5.   | Amador Vidal          | 18     |
| 6.   | Francisco Javier Taña | 17     |
| 7.   | Juan Carlos Aguado    | 16     |
| 8.   | Álex Villanueva       | 15     |
| 9.   | Eduardo Forés         | 9      |
| 10.  | Daniel Estévez        | 9      |